# Pühringer Hütte
Pühringer Hütte je horská chata v pohoří Totes Gebirge ve štýrské části Solné komory. Nachází se v odlehlém údolí u jezera Elmsee. Podél chaty prochází značená dálková turistická cesta číslo 201.
V létě poskytuje ubytování v pokojích i ve společné turistické noclehárně a restauraci. V zimě je otevřený samostatný domek s noclehárnou v patře a kuchyní v přízemí bez obsluhy.

## Přístup
- od Seehaus am Almsee cestou Sepp-Huber-Steig a přes Röllsattel, 4 h
- přes Griesskarscharte a Elmgrube, 5:30 h
- z Schachen am Grundlsee přes Emilovy Tränenhügel, 3:30 h
- přes Gössler Alm, 6:30 h

## Turistické možnosti

### Přechody k ostatním chatám
- Welser Hütte přes Rotkogelsattel a Fleischbanksattel, 4:30 h
- Prielschutzhaus přes Temlbergsattel a Klinserschlucht, 4:30 h
- Albert-Appel-Haus přes Elmgrube a Abblaser, 4:00 h

### Vstupy na vrcholy
- Elm 1:30 h
- Hochkogel 1:00 h, neznačený výstup vhodný na zimu
- Rotgschirr 3:00 h
- Grosser Priel 5:00 h